# 丰台盐业遗址群
丰台盐业遗址群东西长2公里，南北宽1.8公里，位于山东省潍坊市，现发现西周早期盐业遗址2处，东周时期遗址36处，汉魏时期遗址1处。在2013年被公布为第七批全国重点文物保护单位。